# Chrysops austeni
Chrysops austeni är en tvåvingeart som beskrevs av Sheffield Airey Neave 1915. Chrysops austeni ingår i släktet Chrysops och familjen bromsar.
Artens utbredningsområde är Malawi. Inga underarter finns listade i Catalogue of Life.